# Sofía Gala Castiglione
Sofía Gala Castiglione (Buenos Aires, 24 de enero de 1987) conocida artísticamente como Sofía Gala, es una actriz argentina. Es hija única de la actriz y presentadora Moria Casán y del actor Mario Castiglione.

## Trayectoria
Nació en la Clínica del Sol de la ciudad de Buenos Aires en 1987. Su exposición en los medios se produjo muy precozmente debido a la fama de su madre. Sofía vivió parte de su infancia frente a las cámaras de televisión y bajo los escenarios de los teatros donde sus padres actuaban.
En 2001, con 14 años, hizo un desnudo junto a su madre para una famosa publicación gráfica que desató una polémica. Sin embargo, se produjo una polémica mayor, cuando con solamente 15 años anunció su romance con un médico de 40, cuya relación fue aprobada por Moria Casán.
En cuanto a su vida profesional, realizó varios sketchs de niña, para algunos programas de su madre. 
Su primera incursión en el mundo de la actuación se dio en el año 2004, cuando interpretó a una kiosquera, Sofía Estévez, en la telecomedia Los Roldán. Su segundo trabajo actoral serio fue el papel de hija adoptiva de un matrimonio gay en la obra de teatro Yo, chancho y glamoroso, de Fernando Peña, incluyendo un desnudo en escena.
En el año 2006 participó en la telenovela El tiempo no para, y también trabajó en un capítulo de Mujeres asesinas, en 2008.
Sofía filmó, en 2007, su primera película, El resultado del amor, dirigida por Eliseo Subiela, donde interpretaba el papel de Mabel, y cuya actuación le valió el Premio Cóndor de Plata como "revelación femenina" y el premio a la "mejor actriz" en el Festival de Cine Iberoamericano de Huelva. Al año siguiente, actuó en Piedras, ópera prima de Matías Marmorato, junto a Adela Gleijer y Lucas Lagré. Le siguen La ronda, Rodney, El Sol (como actriz de voz) y Tetro, esta última bajo las órdenes de Francis Ford Coppola.
En 2010 protagonizó el segundo episodio del unitario histórico Lo que el tiempo nos dejó, por la pantalla de Telefe y con dirección de Luis Ortega. En el año 2012 realizó una participación especial en el unitario El donante, por la pantalla de Telefe. Además, ese año fue parte de la película argentina Todos tenemos un plan, protagonizada por Viggo Mortensen.
En televisión aparece en la serie televisiva Nafta Súper, emitida por TNT y dirigida por Nicanor Loreti, quien previamente se había hecho cargo de la adaptación cinematográfica de esta historia de Leonardo Oyola.
En mayo de 2017 estrena Madraza, una película dirigida por Hernán Aguilar, donde una ama de casa de clase baja (interpretada por Loren Acuña) se convierte en sicaria para resolver sus problemas económicos. En septiembre de ese mismo año se estrena Alanis, protagonizada por Sofía Gala bajo la dirección de Anahí Berneri. La película narra las vicisitudes que debe atravesar una madre soltera que se dedica a la prostitución. Por este papel recibió críticas muy positivas de los periodistas especializados y el premio a mejor actriz en el Festival de San Sebastián.
En enero de 2018 se estrena 27: El club de los malditos, una película de acción y comedia negra dirigida por Nicanor Loreti. La trama de la película gira alrededor de una conspiración que está detrás de las muertes de los roqueros famosos a los 27 años. Paula (Sofía Gala) es una fan que logra grabar el momento en que ocurre una de las muertes y es clave en la investigación que lleva adelante Martín Lombardo (Diego Capusotto).
En 2019 participa en la miniserie de Netflix Apache: La vida de Carlos Tevez, en la cual interpreta a la madre biológica del futbolista Carlos Tévez, Fabiana Martínez. Luego en 2024, junto con Vera Spinetta, coprotagoniza la película Bajo naranja, dirigida por el estadounidense Michael Taylor Jackson. Luego de recorrer más de veinte festivales internacionales, el film estrenó en Cine Gaumont y Atlas Caballito en Buenos Aires.

## Filmografía
| Cine | Cine                                  | Cine                 | Cine |
| Año  | Título                                | Papel                | Notas |
| ---- | ------------------------------------- | -------------------- | --- |
| 2007 | El resultado del amor                 | Mabel                | Premio Cóndor de Plata como "revelación femenina" Ganadora del premio como "mejor actriz" del Festival de Cine Iberoamericano de Huelva |
| 2008 | La ronda                              | Lucía                | |
| 2008 | Rodney                                | Lucía                | |
| 2009 | Piedras                               | Livia                | |
| 2009 | Paco                                  | Belén                | |
| 2010 | Tetro                                 | María Luisa          | |
| 2010 | El Sol                                | La Checo             | Doblaje |
| 2012 | Todos tenemos un plan                 | Rosa                 | |
| 2014 | El Gurí                               | Lorena               | |
| 2017 | Hipersomnia                           | Laura                | |
| 2017 | Alanis                                | Alanis               | Ganadora del Premio Concha de Plata del Festival Internacional de Cine de San Sebastián                                                 |
| 2017 | Madraza                               | Vanina               | |
| 2018 | 27: El club de los malditos           | Paula                | |
| 2018 | Las hijas del fuego                   | Sofía                | |
| 2019 | La sabiduría                          | Mara                 | |
| 2019 | El cuidado de los otros               | Luisa                | |
| 2019 | Mirándote, una cita con Alberto Migre | Mirta Palacios       | |
| 2019 | Lava                                  | Debora               | Doblaje |
| 2020 | Respira                               | Leticia              | |
| 2020 | Crímenes de familia                   | Marcela              | |
| 2020 | La vagancia                           | María Fernanda       | |
| 2021 | Existir                               | Nathalie             | |
| 2022 | Los escarabajos                       | Claudia              | |
| 2022 | Franklin, historia de un billete      | Rosa                 | |
| 2022 | Cadáver exquisito                     | Clara                | |
| 2022 | Natalia Natalia                       | Silvia Monteferrante | |
| 2023 | Reina animal                          | Reina                | |
| 2023 | María                                 | Mel                  | |
| 2024 | Como el mar                           | Paula                | |
| 2024 | Bajo naranja                          | Paty                 | |

## Televisión
| Ficciones       | Ficciones                       | Ficciones      | Ficciones           | Ficciones                                                                        |
| Año             | Título                          | Canal          | Personaje           | Notas                                                                            |
| --------------- | ------------------------------- | -------------- | ------------------- | -------------------------------------------------------------------------------- |
| 1995            | Moria Banana                    | Canal 9        | Varios Personajes   | Participación en sketchs                                                         |
| 2004            | Los Roldán                      | Telefe         | Sofía Estévez       | Elenco Principal                                                                 |
| 2005            | Conflictos en red               | Telefe         | Julia               | Episodio: "Enmascarados"                                                         |
| 2006            | El tiempo no para               | Canal 9        | Ana "Anita"         | Elenco Principal                                                                 |
| 2008            | Mujeres asesinas 4              | El Trece       | Gabriela            | Episodio: "Nina, desconfiada"                                                    |
| 2010            | Lo que el tiempo nos dejó       | Telefe         | Juana               | Episodio: "La ley primera"                                                       |
| 2011            | Historias de la primera vez     | América TV     | Lujan               | Episodio: "La primera vez que fui padre"                                         |
| 2012            | El donante                      | Telefe         | Celeste             | Episodio: "Más problemas para Bruno"                                             |
| 2012            | 23 pares                        | Canal 9        | Ana Orozco          | Elenco Secundario                                                                |
| 2013            | Historia clínica                | Telefe         | Aleida March        | Episodio: "Ernesto "Che" Guevara: Tantas veces me mataron, tantas veces me morí" |
| 2013            | Historias de corazón            | Telefe         | Violeta             | Episodio: "Una nueva luz"                                                        |
| 2015            | Variaciones Walsh               | TV Pública     | Mercedes Funes      | Episodio: "La trampa"                                                            |
| 2016            | Nafta Súper                     | Space          | Lulú / Carol Ferris | Elenco Principal                                                                 |
| 2018            | Edha                            | Netflix        | Celia Vargas        | Antagonista                                                                      |
| 2018            | Rizhoma Hotel                   | Telefe         | Ana                 | Episodios: "Piel de angel"/"La oferta"                                           |
| 2018            | Morir de amor                   | Telefe         | Rita Staricco       | Antagonista Recurrente                                                           |
| 2019            | Mirándote                       | TV Pública     | Mirta Palermo       | Elenco Principal                                                                 |
| 2019            | Apache, la vida de Carlos Tévez | Netflix        | Fabiana Martínez    | Elenco Principal                                                                 |
| 2019-2021       | El Tigre Verón                  | TNT / El Trece | Justina Verón       | Elenco Principal                                                                 |
| 2021-2023       | El reino                        | Netflix        | Celeste Rivas       | Recurrente                                                                       |
| Programas de TV |                                 |                |                     |                                                                                  |
| Año             | Título                          | Canal          | Rol                 | Notas                                                                            |
| 1999            | Atorrantes                      | Azul TV        | Notera              |                                                                                  |
| 2000            | Fugitivos                       | Telefe         | Notera              |                                                                                  |
| 2013            | Malas muchachas                 | C5N            | Panelista           |                                                                                  |
| 2015            | Gran Hermano 2015: El debate    | América TV     | Panelista           |                                                                                  |

## Series web
| Series web | Series web     | Series web | Series web | Series web                                              |
| Año        | Título         | Difusión   | Rol        | Notas                                                   |
| ---------- | -------------- | ---------- | ---------- | ------------------------------------------------------- |
| 2020       | Cartas a mi ex | UN3TV      | Rita       | Episodio: "El fascinante mundo de los chats archivados" |

## Teatro
| Teatro    | Teatro                               | Teatro                  | Teatro                       |
| Año       | Obra                                 | Teatro                  | Notas                        |
| --------- | ------------------------------------ | ----------------------- | ---------------------------- |
| 2005      | Yo, chancho y glamoroso              | Teatro Lorange          | Debut teatral                |
| 2006      | Secreto entre mujeres                | Multiteatro             |                              |
| 2007      | Playroom                             | El Camarín de las Musas | Reemplazo de 3 funciones     |
| 2008      | Gotas que caen sobre rocas calientes | Teatro Del Nudo         |                              |
| 2010      | El Anatomista                        | Teatro Regina - Tsu     |                              |
| 2012      | Tres Mitades                         | Teatro Picadilly        | Junto a su madre Moria Casán |
| 2016-2017 | Confesiones de mujeres de 30         | Teatro Picadero         |                              |
| 2018-2019 | Atracción fatal                      | Teatro Tabaris          |                              |
| 2019-2020 | Chicas católicas                     | Teatro Picadilly        |                              |
| 2022      | Closer                               | Multiteatro             |                              |
| 2023      | Los padres terribles                 | Sala Caras y Caretas    |                              |

## Radio
| Radio | Radio              | Radio      | Radio      |
| Año   | Programa           | Radio      | Rol        |
| ----- | ------------------ | ---------- | ---------- |
| 2018  | En calzas          | Blue 100.7 | Conductora |
| 2020  | El oro de la garúa | Blue 100.7 | Conductora |

## Videos musicales
| Videos musicales | Videos musicales | Videos musicales              | Videos musicales         |
| Año              | Intérprete       | Canción                       | Álbum                    |
| ---------------- | ---------------- | ----------------------------- | ------------------------ |
| 2014             | Estelares        | Solo por hoy (chica oriental) | El costado izquierdo     |
| 2014             | Valeria Gastaldi | Mover tu cama                 | Mírame de cerca          |
| 2016             | Leo García       | Música del corazón            | Música del corazón       |
| 2020             | Fito Páez        | Resucitar                     | La conquista del espacio |

## Vida personal
Su padre, Mario Castiglione, se separó de Moria Casán cuando Sofía tenía tan solo tres años de edad, y murió diez años después. 
Entre 2004 y 2010 estuvo en pareja con Diego Tuñón, tecladista de la banda Babasónicos, con quien tuvo a su primera hija, Helena, en 2008. Luego entre 2011 y 2018 estuvo en pareja con Julián Della Paolera con quien tuvo un hijo, Dante, en 2014.
Aunque no se identifica con ningún tipo de género, Sofía se declara defensora de la comunidad LGBT+ y del feminismo moderno. Sofía es atea.

## Premios y nominaciones
| Premios Martín Fierro | Premios Martín Fierro   | Premios Martín Fierro | Premios Martín Fierro | Premios Martín Fierro |
| Año                   | Categoría               | Trabajo nominado      | Resultado             | Ref.                  |
| --------------------- | ----------------------- | --------------------- | --------------------- | --------------------- |
| 2021                  | Mejor actriz de reparto | El Tigre Verón        | Ganadora              | [ 12 ]                |

| Premios Cóndor de Plata | Premios Cóndor de Plata          | Premios Cóndor de Plata | Premios Cóndor de Plata | Premios Cóndor de Plata |
| Año                     | Categoría                        | Trabajo nominado        | Resultado               | Ref.                    |
| ----------------------- | -------------------------------- | ----------------------- | ----------------------- | ----------------------- |
| 2008                    | Revelación femenina              | El resultado del amor   | Ganadora                | [ 13 ]                  |
| 2013                    | Mejor actriz de reparto          | Todos tenemos un plan   | Nominada                | [ 14 ]                  |
| 2018                    | Mejor actriz                     | Alanis                  | Ganadora                | [ 15 ]                  |
| 2020                    | Mejor actriz                     | El cuidado de los otros | Ganadora                | [ 16 ]                  |
| 2022                    | Mejor actriz de reparto en serie | El reino                | Nominada                |                         |

| Premios Sur | Premios Sur             | Premios Sur           | Premios Sur | Premios Sur |
| Año         | Categoría               | Trabajo nominado      | Resultado   | Ref.        |
| ----------- | ----------------------- | --------------------- | ----------- | ----------- |
| 2012        | Mejor actriz de reparto | Todos tenemos un plan | Nominada    | [ 17 ]      |
| 2017        | Mejor actriz            | Alanis                | Ganadora    | [ 18 ]      |
| 2020        | Mejor actriz de reparto | Crímenes de familia   | Ganadora    | [ 19 ]      |

| Premios Platino | Premios Platino | Premios Platino  | Premios Platino | Premios Platino |
| Año             | Categoría       | Trabajo nominado | Resultado       | Ref.            |
| --------------- | --------------- | ---------------- | --------------- | --------------- |
| 2018            | Mejor actriz    | Alanis           | Nominada        | [ 20 ]          |

| Festival Internacional de Cine de San Sebastián | Festival Internacional de Cine de San Sebastián | Festival Internacional de Cine de San Sebastián | Festival Internacional de Cine de San Sebastián | Festival Internacional de Cine de San Sebastián |
| Año                                             | Categoría                                       | Trabajo nominado                                | Resultado                                       | Ref.                                            |
| ----------------------------------------------- | ----------------------------------------------- | ----------------------------------------------- | ----------------------------------------------- | ----------------------------------------------- |
| 2017                                            | Mejor actriz                                    | Alanis                                          | Ganadora                                        | [ 21 ]                                          |

| Premios ACE | Premios ACE                                           | Premios ACE          | Premios ACE | Premios ACE |
| Año         | Categoría                                             | Trabajo nominado     | Resultado   | Ref.        |
| ----------- | ----------------------------------------------------- | -------------------- | ----------- | ----------- |
| 2023        | Mejor actriz protagónica en drama o comedia dramática | Los padres terribles | Pendiente   | [ 22 ]      |

| Festival Internacional del Nuevo Cine Latinoamericano de La Habana | Festival Internacional del Nuevo Cine Latinoamericano de La Habana | Festival Internacional del Nuevo Cine Latinoamericano de La Habana | Festival Internacional del Nuevo Cine Latinoamericano de La Habana | Festival Internacional del Nuevo Cine Latinoamericano de La Habana |
| Año                                                                | Categoría                                                          | Trabajo nominado                                                   | Resultado                                                          | Ref.                                                               |
| ------------------------------------------------------------------ | ------------------------------------------------------------------ | ------------------------------------------------------------------ | ------------------------------------------------------------------ | ------------------------------------------------------------------ |
| 2017                                                               | Mejor actriz                                                       | Alanis                                                             | Ganadora                                                           | [ 23 ]                                                             |

| Festival de Cine Iberoamericano de Huelva | Festival de Cine Iberoamericano de Huelva | Festival de Cine Iberoamericano de Huelva | Festival de Cine Iberoamericano de Huelva | Festival de Cine Iberoamericano de Huelva |
| Año                                       | Categoría                                 | Trabajo nominado                          | Resultado                                 | Ref.                                      |
| ----------------------------------------- | ----------------------------------------- | ----------------------------------------- | ----------------------------------------- | ----------------------------------------- |
| 2007                                      | Mejor actriz                              | El resultado del amor                     | Ganadora                                  | [ 24 ]                                    |